# Vasile Vatamanu
Vasile Vatamanu (n. 24 martie 1955 – d. 19 decembrie 2011) a fost un jurnalist și politician din Republica Moldova, deputat în primul Parlament al Republicii Moldova (1990–1994), semnatar al Declarației de independență a Republicii Moldova, director general al agenției naționale de presă ”Moldova-Press” și fost ofițer de presă la Federația Moldovenească de Fotbal (FMF) între anii 1996-2008. În 2009 a candidat la funcția de președinte al FMF.
Vasile Vatamanu a murit pe 19 decembrie 2011, în urma unui accident rutier produs pe 18 decembrie, în jurul orei 19.00, pe traseul Odesa-Brest, în apropiere de satul Codreanca, raionul Strășeni.
A avut titlul de maestru în sport la șah, și, totodată, avea și categoria I la box.
În memoria lui a fost organizat un turneu de șah care-i poartă numele – Turneul Internațional de șah rapid ”Memorialul Vasile Vatamanu”.

## Distincții
Pe 14 iunie 2013, Vasile Vatamanu a fost decorat post-mortem cu Ordinul Republicii de către Președintele Republicii Moldova, Nicolae Timofti: „în semn de profundă gratitudine pentru contribuția la actul de proclamare a Republicii Moldova ca stat suveran, independent și democratic”.
- Medalia „Meritul Civic” (1996)[13]